# Reicho
Reicho ist ein Ortsteil der Stadt Jessen (Elster) im Landkreis Wittenberg des Landes Sachsen-Anhalt. Mit seinen 55 Einwohnern gehört es zu den kleineren Ortsteilen von Jessen.

## Lage und Erreichbarkeit
Reicho liegt ca. 16 km östlich der Stadt Jessen und ist über die B187, die K2216 und die K2217 mit ihr verbunden.

## Geschichte
Als slawische Siedlung wurde Reicho erstmals 1235 unter dem Namen Richower in Urkunden erwähnt. Vermutlich gab das zur Gründungszeit ansässige Rittergeschlecht derer von Richowe dem Ort seinen ersten Namen.